# Kazuo Yashiro
Kazuo Yashiro  (jap. 八城一夫 Yashiro Kazuo; * 10. Februar 1930 in Tokio; † 13. Juli 1991) war ein japanischer Jazzpianist.
Kazuo Yashiro spielte Ende der 1950er-Jahre in der Begleitband der Sängerin Kiyoko Maruyama, mit der erste Aufnahmen entstanden (Tokyo Canaries) sowie bei Hideo Shiraki. 1960 spielte er in der vom Leser-Jury der Zeitschrift Swing Journal ausgewählten Band (Far East Coast Jazz, mit Akira Fukuhara, Akira Miyazawa, Hideto Kanai, Hideo Shiraki), in den folgenden Jahren mit Sadao Watanabe und Toshiyuki Miyama. 1965 nahm er erstmals mehrere Titel (darunter den Standard Autumn Leaves) für das Label King auf. 1967 war er erneut Mitglied der Swing Journal All Stars (u. a. mit Eiji Kitamura).
In den 1970er Jahren arbeitete er vorwiegend mit einem eigenen Trio (mit Jimmy Takeuchi und Masanaga Harada) und spielte eine Reihe von Alben ein, wie Love Is Here to Stay (Takt, 1968), Black Nag (1969), Right Oh (Audio Lab, 1974, mit Eiji Kitamura), Side By Side (mit Ikuo Shiosaki, Masanaga Harada, Taketoshi Igarashi), My Ideal (Audio Lab, 1975, mit Muneyoshi Nishiyo) und die Duo-LP Sweet and Lovely (1977 mit dem Bassisten Osamu Kawamaki). Außerdem war er an Aufnahmen von Martha Miyake, Eiji Kitamura, Kōnosuke Saijō und Benny Carter beteiligt. 1985 arbeitete er im Trio mit dem Bassisten Koji Toyama und dem Schlagzeuger Hajime Ishimatsu (Don't Be That Way). Im Bereich des Jazz war er zwischen 1958 und 1985 an 51 Aufnahmesessions beteiligt.